# Nicolás de Biedma
Nicolás de Biedma, (Galicia, ? - Jaén, 1383) eclesiástico castellano, obispo de Jaén y de Cuenca.
Cuando era arcediano de Écija fue nombrado obispo de Jaén en el año 1368, por el papa de Aviñón, Urbano V. Al ver el estado en que se encontraba la catedral decidió su demolición para construirla de nuevo. También gracias a sus peticiones, consiguió el retorno de la reliquia del Santo Rostro que desde 1249 se encontraba fuera de la ciudad, por habérsela llevado Fernando III en sus luchas contra los moriscos a Sevilla y no devolverla por haber ocurrido su fallecimiento en esta ciudad en 1252.
En la galería de obispos del Palacio Episcopal de Jaén, en la parte inferior del retrato del obispo Nicolás de Biedma hay esta lauda:

Don Nicolás de Biedma de Galicia. Arcediano de Écija, fue elegido obispo de Jaén por Urbano V y por Gregorio XI. Año 1376. Visitador de varios obispados en cuyos empleos y otros se portó con acierto. Dícese que restituyó a esta Iglesia de Jaén la Santa Verónica que se había llevado a Sevilla. Fue promovido por su Santidad al obispado de Cuenca. Año 1375

Trasladado al obispado de Cuenca en 1378 permaneció tres años, al cabo de los cuales solicitó de nuevo volver a Jaén, se lo concedieron y ya permaneció en el obispado de Jaén hasta su muerte en 1383, siendo enterrado en el coro de la catedral.